# Sierhiejewicze
Sierhiejewicze (biał. Сяргеевічы, Sjarhiejewiczy; ros. Сергеевичи, Sierhiejewiczi) – wieś na Białorusi, w obwodzie witebskim, w rejonie postawskim. Wchodzi w skład sielsowietu Duniłowicze.
Nazwy dawniej używane – Siergiejewice lub Siergiejewicze.

## Historia
W 1870 roku wieś w guberni wileńskiej Imperium Rosyjskiego.
W okresie międzywojennym wieś Sierhiejewicze leżała w granicach II Rzeczypospolitej w gminie wiejskiej Duniłowicze, w powiecie postawskim, w województwie wileńskim.
Według Powszechnego Spisu Ludności z 1921 roku zamieszkiwało tu 280 osób, 279 było wyznania rzymskokatolickiego, a 1 prawosławnego. Jednocześnie wszyscy mieszkańcy zadeklarowali polską przynależność narodową. Było tu 56 budynków mieszkalnych. W 1931 w 64 domach zamieszkiwały 284 osoby.
Miejscowość należała do parafii rzymskokatolickiej w Duniłowiczach. Podlegała pod Sąd Grodzki w Duniłowiczach i Okręgowy w Wilnie; właściwy urząd pocztowy mieścił się w Duniłowiczach.
W 1938 roku wieś należała do gromady Zareże gminy Duniłowicze.
Po agresji ZSRR na Polskę w 1939 roku wieś znalazła się w granicach BSRR. W latach 1941–1944 była pod okupacją niemiecką. Następnie leżała w BSRR. Od 1991 roku w Republice Białorusi.
W miejscowości znajduje się szkoła podstawowa, biblioteka, punkt pocztowy i klub. We wsi stoi pomnik mieszkańców poległych podczas wielkiej wojny ojczyźnianej.

## Parafia rzymskokatolicka
Parafia Matki Bożej Ostrobramskiej w Sierhiejewiczach leży w dekanacie postawskim diecezji witebskiej.